# Sigmatomera (Austrolimnobia) victoriae
Sigmatomera (Austrolimnobia) victoriae is een tweevleugelige uit de familie steltmuggen (Limoniidae). De soort komt voor in het Australaziatisch gebied.